# Proud to Be American - Slowed & Chopped
Proud To Be American Slowed & Chopped, è il primo mixtape di Lil Jon, registrato col pilastro del Crunk di Atlanta Pastor Troy.

## Tracce
1. Intro
2. Stay on the Block
3. Proud to Be American (Skit)
4. Proud to Be American
5. Click Clack
6. My Day
7. This Niggaz
8. White Meat
9. Perfect Team
10. Crunker
11. Keep Ya Kool
12. International Pimp
13. Main Thang
14. Proud to Be American
15. Don't Play That Shit
16. What You Know About the Durty Souf
17. What He Say

## Critica
| Recensione su   | Giudizio |
| --------------- | -------- |
| All Music Guide | link     |